# 조선무쌍신식요리제법
조선무쌍신식요리제법(朝鮮無雙新式料理製法) 또는 됴션무쌍신식료리제법은 이용기가 지은 한국요리책이며 한국 최초로 요리책에 색을 도입한 것으로 유명하다. 1924년 출간된 이후 재판을 거쳐 다시 6년 만인 1936년에는 증보판이 찍혔고 1943년에는 4판이 나올 정도로 인기 요리책이 되었다.
책 이름에 앞에 붙은 조선무쌍은 조선요리 만드는 법으로서는 이만한 것은 둘도 없다(無雙)라는 뜻이다.

## 번역본
- <다시 보고 배우는 조선무쌍신식요리제법> (2001년) - 궁중음식연구원에서 번역출간하였으며, 원본 및 해설본 2권으로 되어 있다.